# إيلا أرون
إيلا أرون هي مغنية وممثلة هندية (وحملت سابقاً جنسية الراج البريطاني)، ولدت في 28 سبتمبر 1929 في الهند.

## أعمال

### أفلام
- (2008) جودا أكبر[5]
- (2017) بيجوم جان

## وصلات خارجية
- إيلا أرون على موقع IMDb (الإنجليزية)
- إيلا أرون على موقع ألو سيني (الفرنسية)
- إيلا أرون على موقع ميوزك برينز (الإنجليزية)
- إيلا أرون على موقع أول موفي (الإنجليزية)
- إيلا أرون على موقع ديسكوغز (الإنجليزية)
- إيلا أرون على موقع قاعدة بيانات الفيلم (الإنجليزية)
- إيلا أرون على موقع كينوبويسك (الروسية)